# Coupe Challenge féminine de handball 2006-2007
Navigation
Coupe Challenge 2005-2006 Coupe Challenge 2007-2008
La coupe Challenge 2006-2007 est la 14e édition de la Coupe Challenge de handball féminin, compétition créée en 1993.

## Formule
La coupe Challenge, a priori la moins réputée des différentes compétitions européennes, est également appelée C4. 
L’épreuve débute par un tour préliminaire où huit équipes, réparties en deux groupes de quatre, se disputent la qualification pour les seizièmes de finale. 
Tous les autres tours se déroulent en matches aller-retour, y compris la finale. 